# Orta di Atella
Orta di Atella – miejscowość i gmina we Włoszech, w regionie Kampania, w prowincji Caserta.
Według danych na rok 2004 gminę zamieszkiwały 13 082 osoby, 1308,2 os./km².